# Xã Portland, Quận Kossuth, Iowa
Xã Portland (tiếng Anh: Portland Township) là một xã thuộc quận Kossuth, tiểu bang Iowa, Hoa Kỳ. Năm 2010, dân số của xã này là 178 người.